# Quan hệ Bỉ – Đan Mạch
Bỉ và Đan Mạch thiết lập quan hệ ngoại giao vào ngày 13 tháng 6 năm 1841. Bỉ có một đại sứ quán ở Copenhagen. Đan Mạch có một đại sứ quán tại Bruxelles. Cả hai nước đều là thành viên của Liên minh châu Âu và NATO..

## Thăm viếng
Năm 2002, Nữ hoàng Đan Mạch Margrethe II thăm viếng Bỉ trong một chuyến thăm cấp quốc gia theo lời mời của vua Albert II.